# Dame Blanche (verzetsgroep)

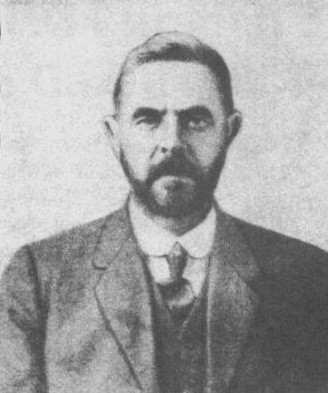
Foto van Walthère Dewé

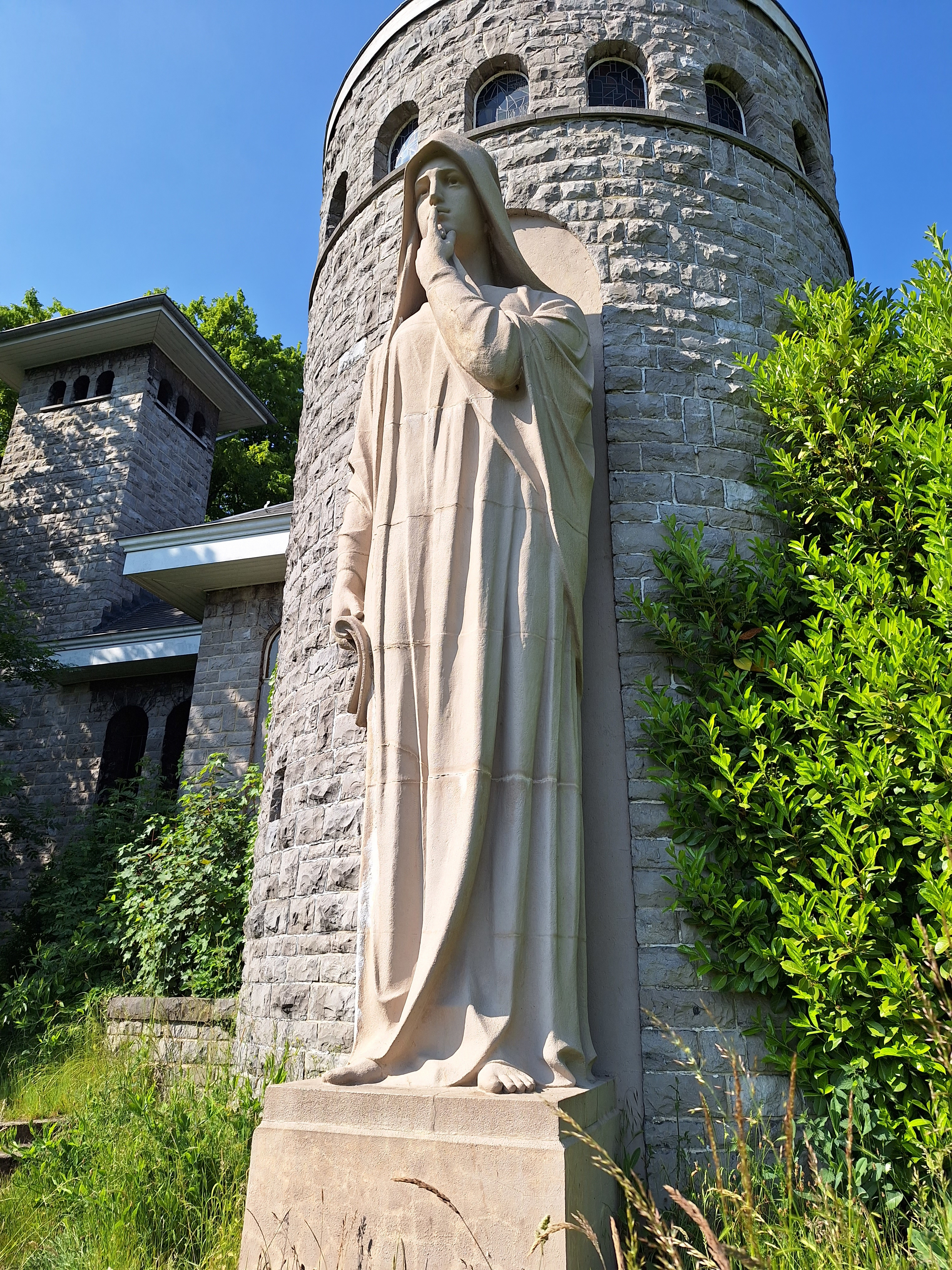
Kapel Saint-Maurice, beeld van de Dame Blanche door Jules Brouns

La Dame Blanche ("de witte dame") was een groot spionnennetwerk opgericht in België tijdens de Eerste Wereldoorlog. De naam komt uit de legende waar het Duits keizerlijke huis Hohenzollern verwoest wordt door een witte vrouw. 
Het netwerk hield zich vooral bezig met het observeren van het treinverkeer in het door de Duitsers bezette deel van België. Het hield het spoorverkeer in de gaten, identificeerde de legeronderdelen achter het front, onderschepte post en hield ook de Duitse politie in de gaten.

## Structuur
Het netwerk had een celstructuur. Hierdoor kwam de organisatie niet in gevaar als een lid gevat werd. Het grondgebied werd verdeeld in vier van elkaar gescheiden sectoren, die via anonieme brievenbussen rapporteerden aan een hoofdkwartier, dat op zijn beurt de ingewonnen informatie naar Nederland smokkelde. Zo kon het netwerk blijven functioneren, ook als een eenheid werd opgerold. 
Samen met de naamsverandering van Michelin naar B149, in de laatste helft van 1917, vond ook een reorganisatie plaats. Het netwerk had vanaf toen een militaire structuur en alle leden moesten een militaire eed afleggen en kregen een militaire graad.
Meer dan 300 van de ongeveer 1000 medewerkers waren vrouwen.

## Geschiedenis

### Ontstaan
De Luikse fabrikant Dieudonné Lambrecht werd tijdens de Eerste Wereldoorlog gecontacteerd door een agent van een geallieerde geheime dienst. Hij werkte voor deze dienst totdat hij verraden werd en, op 18 april 1916, geëxecuteerd werd door de Duitsers. 
Walthère Dewé, de neef van Lambrecht, richtte vervolgens La Dame Blanche op. Hij was een ingenieur in telecommunicatie. Samen met een professor, genaamd Chauvin, richtte hij een nieuwe spionnenorganisatie op, oorspronkelijk Michelin geheten. Ze probeerden contacten te leggen met geallieerde inlichtingendiensten.

### Eerste poging
De eerste poging tot contact was met het Franse Deuxième Bureau in Maastricht. Deze dienst was geïnfiltreerd door een Nederlander die voor de Duitsers werkte, genaamd Bertram.

### Tweede poging
Michelin stuurde nog een boodschapper naar Nederland om contact te leggen met het Belgische Deuxième Bureau. Maar door indiscretie van de koerier verbrak het netwerk alle banden, uit schrik om in handen te vallen van de Duitse geheime politie.

### Derde poging
Via een familielid van de Antwerpse bankier Gustave Snoeck kon men een derde poging ondernemen. Snoeck stuurde zijn zakelijke correspondentie samen met de rapporten naar zijn vertegenwoordiger in Den Haag. Deze vertegenwoordiger gaf de rapporten aan majoor Cameron. Cameron kwam op deze manier twee keer per week in het bezit van treinrapporten uit Brussel, Charleroi, Luik en Namen. De koerier van Gustave Snoeck werkte ook voor een andere Belgische groep, die opgerold werd door de Duitsers. Hierdoor kon men de route niet meer gebruiken. In februari 1917 werd het contact met Cameron hersteld, maar enkele maanden later werd de koeriersdienst weer opgerold. Op 5 februari 1917 kwam Henry Landau, van de Britse MI6, in contact met een koerier van Michelin. Doordat Camerons koerierdiensten onbetrouwbaar waren, besloot Landau de koerier niet naar Cameron door te sturen en de spionagegroep zelf over te nemen. Dewé en Chauvin hadden twee eisen. Enerzijds wilden ze financiële steun en anderzijds wilden ze opgenomen worden in het Britse Leger. De groep kostte ongeveer 10.000 pond per maand en door hun goede prestaties kregen ze een Britse militaire status. Michelin veranderde van naam en werd B149, later hernoemd naar La Dame Blanche. Deze naamsverandering was vooral om de Duitsers te laten geloven dat ze Michelin hadden opgedoekt.